# Werbelok

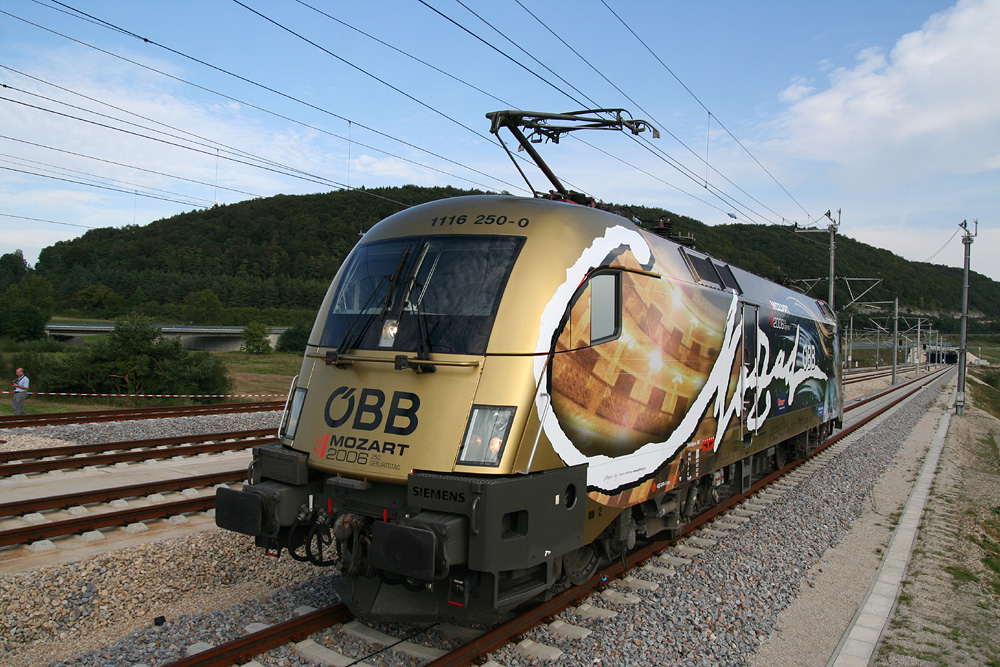
Mozart-Taurus

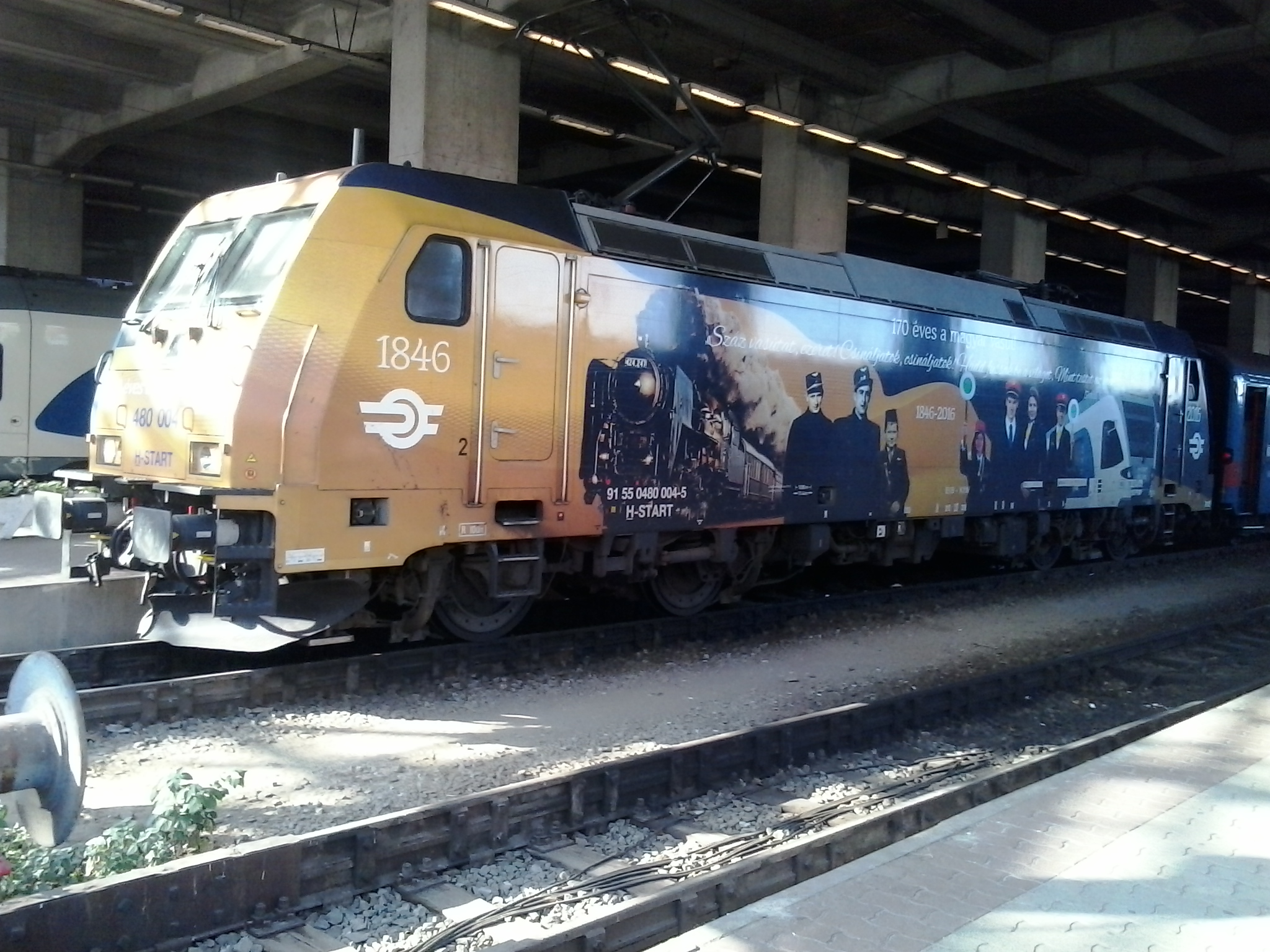
A Magyar Vasút 170. születésnapjára felmatricázott TRAXX

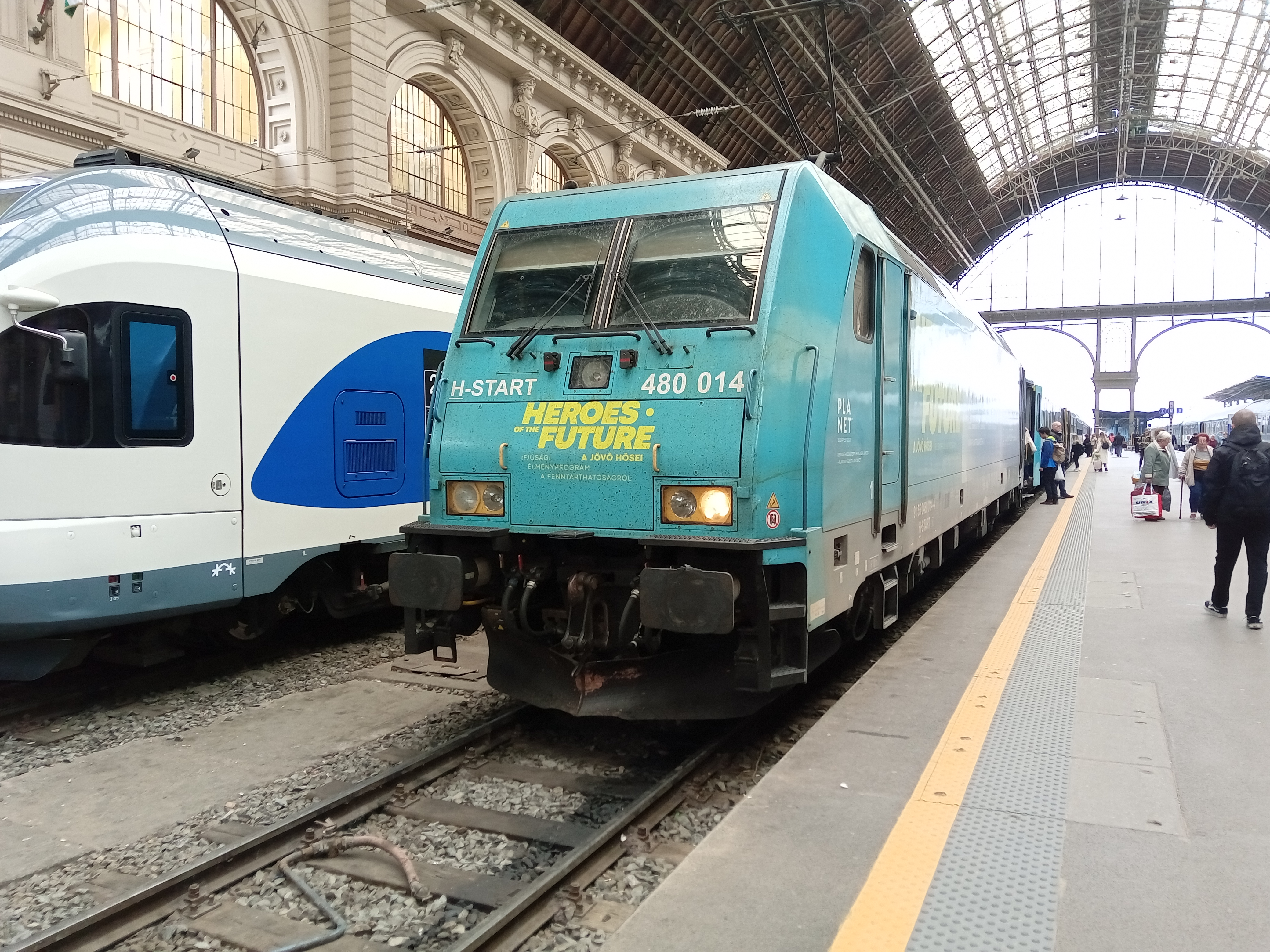
"Heroes of the future" TRAXX a Keleti pályaudvaron

Werbeloknak (magyarul gyakorlatilag reklámmozdony) nevezzük azokat a mozdonyokat, amelyek oldalán reklámfestés vagy matrica látható. Ezeket a hirdetéseket és üzeneteket általában nem festik, hanem öntapadó fóliára nyomják és felragasztják azt a mozdonyok burkolataira. A kifejezést kizárólag mozdonyokra használják. Amennyiben motorvonatra vagy vasúti kocsira helyeznek el reklámokat, azt nem tekintik werbelok-nak.

## Története
A reklámmozdonyok megszületéséhez meg kellett várni a villamosmozdonyok elterjedését. Gőzmozdonyok nem alkalmasak reklámhordozónak. A nagy hő, a füst, a korom tönkreteszi az ábrákat és a feliratokat, továbbá a mozdony formája sem teljesen alkalmas a megfelelő matricákhoz. Dízelmozdonyokat ritkán használnak ilyen célokra.
Svájcban, Németországban és Ausztriában nagy hagyományai vannak a különböző hirdetményekkel matricázott mozdonyoknak. 2009 óta Magyarországon is elterjedt, később Csehországban, Szlovákiában és Lengyelországban is megjelentek.

## Osztrák werbelok-ok

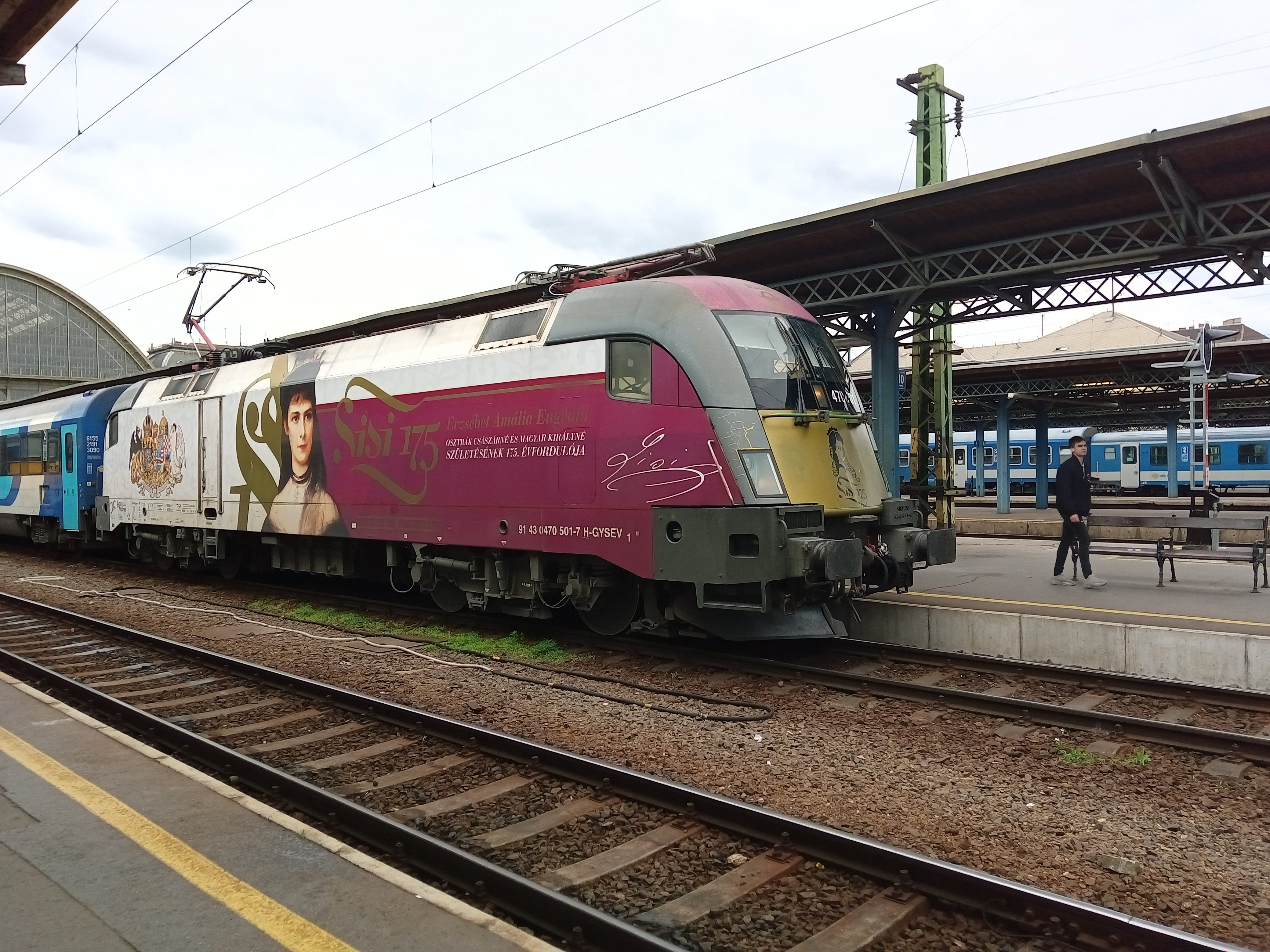
Sisi-Taurus a Keleti pályaudvaron

### ÖBB 1014, 1016, 1116, 1216 sorozat
| Pályaszám  | Üzemeltető                                      | Időpont             | Megjegyzés               | Fotó            |
| ---------- | ----------------------------------------------- | ------------------- | ------------------------ | --------------- |
| 1014 011-9 | Rail Cargo Austria                              | 1999 óta            |                          |                 |
| 1014 005-1 | CAT-Lok                                         | 2003–2005           |                          |                 |
| 1014 007-7 | CAT-Lok                                         | 2003–2005           |                          |                 |
| 1014 010-1 | CAT-Lok                                         | 2003–2005           |                          |                 |
| 1016 011-7 | Roco-Zugkrafttestlok                            | 2000 óta            |                          |                 |
| 1016 021-5 | Salzburg Candidate City EURO2008                | 2006 óta            |                          |                 |
| 1016 023-2 | Kyoto-Design – „Österreichs grüne Schiene“      | 2004                | „Klimalok“               |                 |
| 1016 025-7 | EM 2008 „Portugal“                              | 2006-2009           |                          |                 |
| 1016 034-9 | Railjet-variáció                                | 2007 óta            |                          |                 |
| 1016 035-6 | Railjet-variáció                                | 2007 óta            |                          |                 |
| 1016 047-1 | Wiener Städtische                               | 2006–2009           | „Zug um Zug ohne Sorgen“ |                 |
| 1044 018-8 | Euro-Lok                                        | 2000–2002           |                          |                 |
| 1044 210-1 | Kunstlok                                        | 1992                |                          |                 |
| 1044 282-0 | Kinder-Kunstlok                                 | 1999                |                          |                 |
| 1116 003-3 | Rail Cargo Austria, korábban EM 2008 „French“   | 2009                |                          |                 |
| 1116 005-8 | EM 2008 „Österreich“                            | 2007–2009           |                          |                 |
| 1116 007-4 | EM 2008 „Griechenland“                          | 2007–2009           |                          |                 |
| 1116 007-4 | SOS Kinderdorf                                  | 2009 óta            |                          |                 |
| 1116 010-8 |                                                 | 2001 óta            |                          |                 |
| 1116 029-8 | EM 2008 „Schweden“                              | 2007-2009           |                          |                 |
| 1116 031-4 | EM 2008 „Türkei“                                | 2007-2009           |                          | [ halott link ] |
| 1116 033-0 | Telekom Austria                                 | 2008–2010           |                          |                 |
| 1116 036-6 | EM 2008 „Deutschland“                           | 2007-2009           |                          |                 |
| 1116 038-9 | Siemens                                         | 2008 óta            |                          |                 |
| 1116 041-3 | EM 2008 „Niederlande“                           | 2006–2009           |                          |                 |
| 1116 056-1 | EM 2008 „Rumänien“                              | 2006–2009           |                          |                 |
| 1116 075-1 | EM 2008 „Schweiz“                               | 2007-2009           |                          |                 |
| 1116 080-1 | EM 2008                                         | 2007-2009           |                          |                 |
| 1116 084-3 | EM 2008 „Russland“                              | 2008-2009           |                          |                 |
| 1116 087-4 | EM 2008 „Polen“                                 | 2007-2009           |                          |                 |
| 1116 100-7 | 30 Jahre Licht ins Dunkel                       | 2003 - 2006         |                          |                 |
| 1116 108-0 | EM 2008 „Kroatien“                              | 2007-2009           |                          |                 |
| 1116 112-2 | 160 Jahre Ostbahn                               | 2006 óta            |                          |                 |
| 1116 141-1 |                                                 | 2004 – 2005         |                          |                 |
| 1116 141-1 | CAT – City Airport Train                        | 2005 óta            |                          |                 |
| 1116 142-9 | CAT – City Airport Train                        | 2005 óta            |                          |                 |
| 1116 200-5 | 150 éves a Semmeringi vasút                     | 2004 - 2007         |                          |                 |
| 1116 200-5 | Railjet-variáció                                | 2007 óta            |                          |                 |
| 1116 231-2 | "Bio Austria"                                   | 2022-               |                          |                 |
| 1116 232-8 | EM 2008 „Spanien“                               | 2008-2009           |                          |                 |
| 1116 246-8 | 50 éves a Bundesheer                            | 2005-2010           |                          |                 |
| 1116 250-0 | Mozart                                          | 2006–2008           |                          |                 |
| 1116 250-0 | Feuerwehr                                       | 2008                |                          |                 |
| 1116 250-0 | Polizei                                         | 2011-től            |                          |                 |
| 1116 255-9 | Wilhelm Haberzettl                              | 2004 óta            |                          |                 |
| 1116 260-9 |                                                 | 2004 óta            |                          |                 |
| 1116 264-1 | 125 Jahre Rotes Kreuz – „Unsere Hilfe kommt an“ | 2006–2008           |                          |                 |
| 1116 264-1 | EM-Lok                                          | 2008-2009           |                          |                 |
| 1116 280-7 | A1-Werbelok                                     | 2007 szeptember óta |                          |                 |
| 1116 282-3 | Karl Heinz                                      | 2004 óta            |                          |                 |
| 1216 004-2 | EM 2008 „Italien“                               | 2007-2009           |                          |                 |
| 1216 025-1 | Weltrekordlok II                                | 2008 óta            |                          |                 |
| 1216 050-5 | Weltrekordlok                                   | 2006–2008           | Vmax 357 km/h            |                 |
| 1216 226-1 | Europalok                                       | 2006–2008           |                          |                 |
| 1216 226-1 | EM 2008 „Tschechische Republik“                 | 2008–2009           |                          |                 |

### Railjet
Az ÖBB a Railjet szerelvények közül az ÖBB 1116 249-es mozdonyt és a hozzá tartozó 49-es számú szerelvényt is reklámmal látta el. A motívum pedig az osztrák vasút megalakulásának 175. évfordulója.
| Pályaszám    | Üzemeltető | Időpont | Megjegyzés                | Fotó |
| ------------ | ---------- | ------- | ------------------------- | ---- |
| ÖBB 1116 249 | ÖBB        | 2012-   | 175 éves az osztrák vasút |      |

## Magyar werbelok-ok

### GYSEV 470 sorozat és MÁV 470 sorozat
Magyarországon az első két mozdonyt a GYSEV matricázta fel. Az első a Haydn Taurus volt 2009-ben, Joseph Haydn halálának 200. évfordulója alkalmából. A GYSEV 1047 504-4-es pályaszámú mozdonya lett a kiválasztott. A munkákat a Roco vasútmodell-gyártó támogatta és irányította.
A második pedig a Szechenyi Taurus, a GYSEV 1047 505-1, Széchenyi István tiszteletére.  2010. április 8-án állt szolgálatba, mikor a Széchenyi Emlékbizottságot szállító, Budapest és Sopron között közlekedő InterCityt továbbította. 2010 pünkösdkor - pedig a GYSEV az erdélyi csíksomlyói búcsúra induló különvonatát, a Csíksomlyó Expresszt vontatta a korszerű gép.
A Széchenyi-mozdony látványtervét Tranta Péter soproni grafikus, a fóliázást pedig egy soproni grafikai cég végezte el.
A harmadik a Liszt Ferenc Taurus, a híres zeneszerző 200. születésnapja alkalmából lett felmatricázva. A mozdonyt két speciális hangszóróval szerelték fel, melyek a GPS-rendszerrel vannak összekötve, így 40 km/h sebesség alatt automatikusan elkezdik játszani Liszt Ferenc 2. Magyar Rapszódiáját. A vonat minden megállóhelyen zenél. A hangszórókat a mozdonyvezető természetesen kikapcsolhatja az utastájékoztatás hallhatósága céljából.
2011. november 25-én mutatkozott be a MÁV-TRAKCIÓ Zrt. második werbelokja, amelyet a 470 (korábban 1047) 010-esből alakítottak ki. A mozdony az Aranycsapatnak állít emléket, a mozdonyt a csapat és az akkori válogatott keret még élő tagjai is aláírták.
A GYSEV negyedik werbelokját 2011. december 9-én avatták fel Gödöllőn. A mozdony Erzsébet magyar királyné (Sisi) születésének 175. évfordulójára készült, különlegessége, hogy az első olyan werbelok, amely nőnek állít emléket.

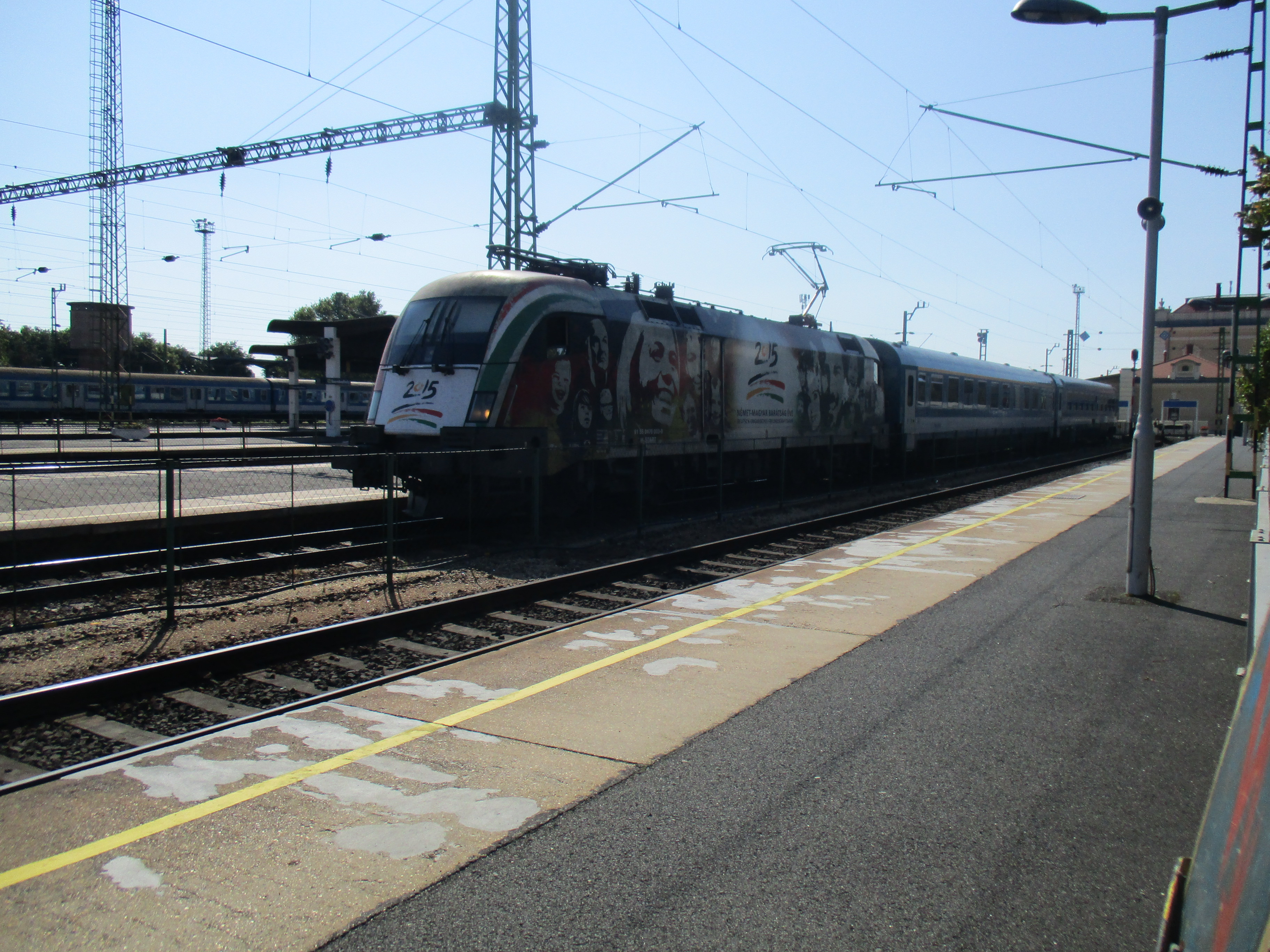
2015-Taurus Szombathelyen

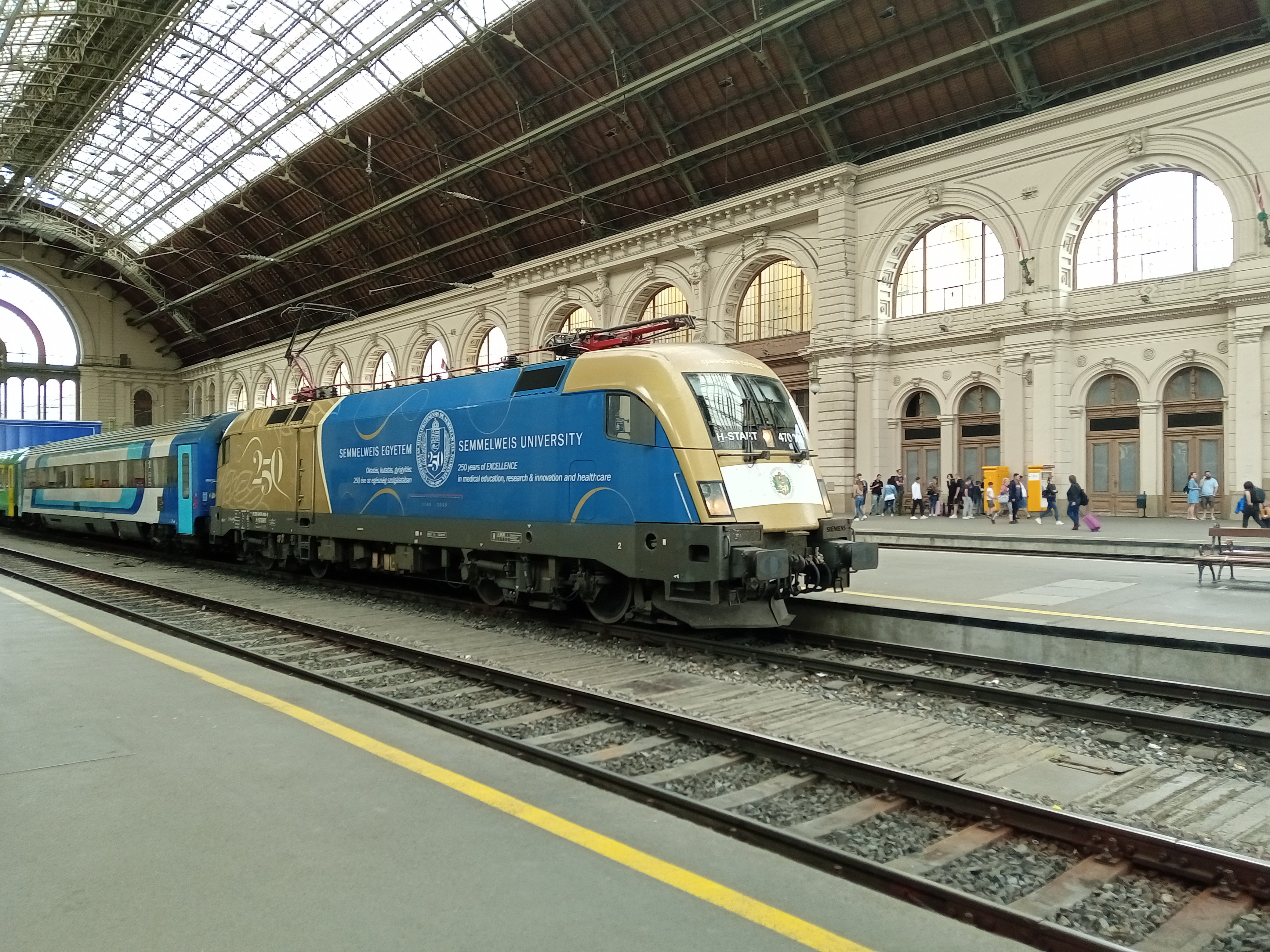
250 éves Semmelweis Egyetem-Taurus

| Pályaszám | Üzemeltető | Időpont   | Megjegyzés                                | Fotó |
| --------- | ---------- | --------- | ----------------------------------------- | ---- |
| 470 001   | MÁV-START  | 2016–     | 1956 60. évforduló                        |      |
| 470 002   | MÁV-START  | 2017–2021 | FINA Úszó Világbajnokság                  |      |
| 470 002   | MÁV-START  | 2021–2023 | Vasút Európai Éve 2021                    |      |
| 470 002   | MÁV-START  | 2023–     | 75 Éves a Gyermekvasút                    |      |
| 470 003   | MÁV-START  | 2015–     | 2015 A Német-Magyar Barátság Éve          |      |
| 470 004   | MÁV-START  | 2015–2016 | Budapesti Opera                           |      |
| 470 004   | MÁV-START  | 2017–     | 650 Éves a Pécsi Tudományegyetem          |      |
| 470 005   | MÁV-START  | 2014–2015 | FTC Női Kézilabda Csapat                  |      |
| 470 005   | MÁV-START  | 2021–     | Fenntarthatósági Expó és Világtalálkozó   |      |
| 470 006   | MÁV-START  | 2018–2019 | 150 Éves a Magyar Vasút                   |      |
| 470 006   | MÁV-START  | 2019–     | Semmelweis 250                            |      |
| 470 007   | MÁV-START  | 2021–     | 52. Nemzetközi Eucharisztikus Kongresszus |      |
| 470 010   | MÁV-START  | 2011–     | Aranycsapat                               |      |
| 470 501   | GYSEV      | 2011–     | Sisi 175                                  |      |
| 470 503   | GYSEV      | 2010–2013 | Liszt Ferenc                              |      |
| 470 503   | GYSEV      | 2013–     | Wagner                                    |      |
| 470 504   | GYSEV      | 2009–2012 | Joseph Haydn                              |      |
| 470 504   | GYSEV      | 2012–2022 | 140 Éves a GySEV                          |      |
| 470 504   | GYSEV      | 2022–     | 150 Éves a GySEV                          |      |
| 470 505   | GYSEV      | 2010–2014 | Széchenyi István                          |      |
| 470 505   | GYSEV      | 2014–2020 | Páneurópai Piknik                         |      |
| 470 505   | GYSEV      | 2021–     | Civitas Fidelissima                       |      |

### GYSEV-CARGO 193 sorozat
| Pályaszám | Üzemeltető | Időpont | Megjegyzés                            | Fotó |
| --------- | ---------- | ------- | ------------------------------------- | ---- |
| 193 837   | GYSEV Zrt. | 2021–   | "NO PLANet B" - 10 éves a Gysev-Cargo |      |

### MÁV 480 sorozat
2011. augusztus 17-én bemutatták a MÁV-TRAKCIÓ Zrt. első werbelokját a MÁV 480 001 szerepében. A mozdony Kandó Kálmánnak és az ipari frekvenciás villamos vontatásnak állít emléket.
A 2013-as pünkösdi egyesített zarándokvonatot a Mátyás király trónra lépésének 555. évfordulója alkalmából feldíszített mozdony húzta Csíksomlyóra. 2014-ben a Gábor Áron, 2015-ben a Rákóczi, 2016-ban a Szent Márton, 2022-ben pedig a Tamási Áron Traxx húzta Csíksomlyóra a zarándokvonatot.

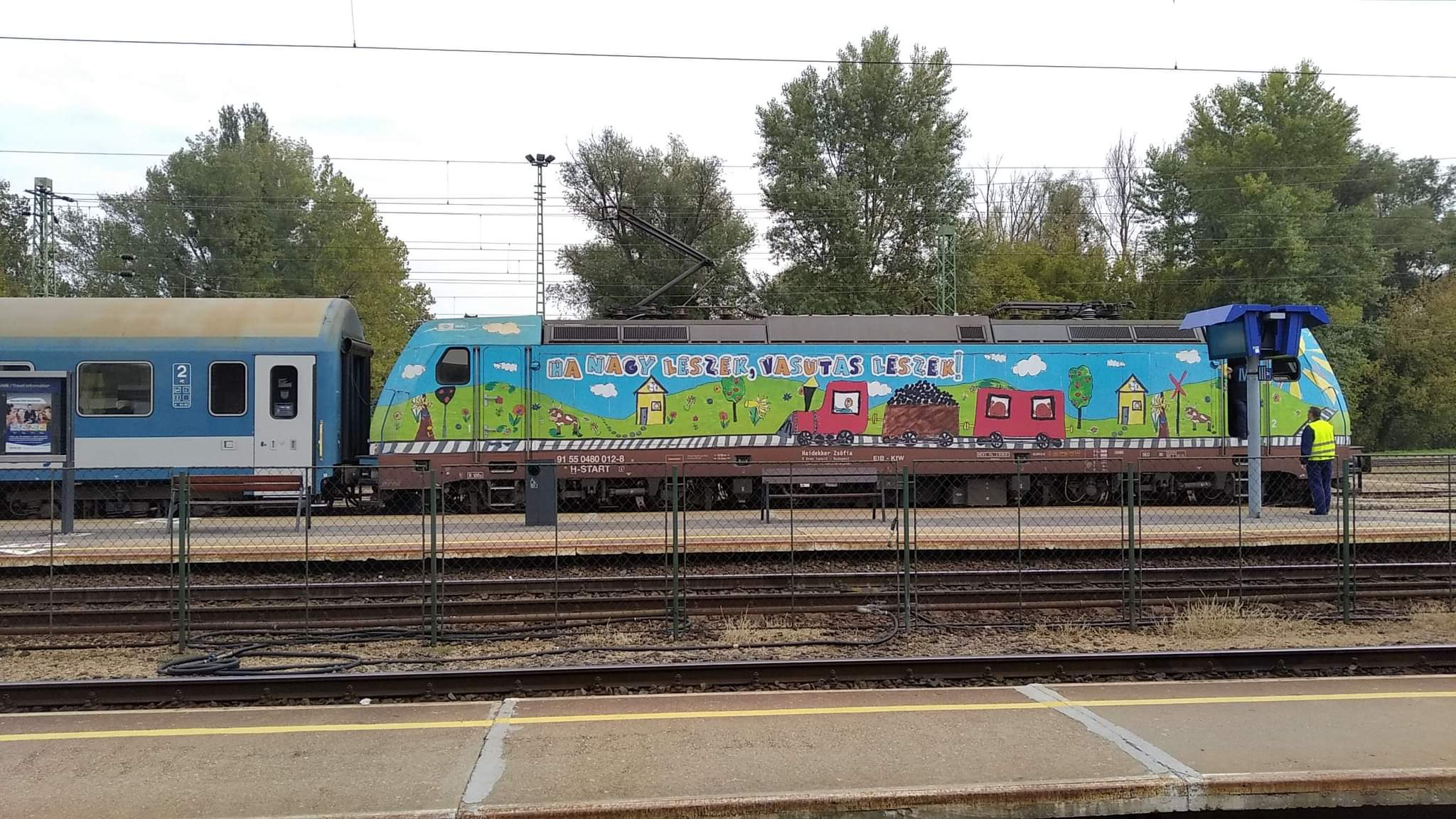
Ha nagy leszek vasutas leszek-TRAXX

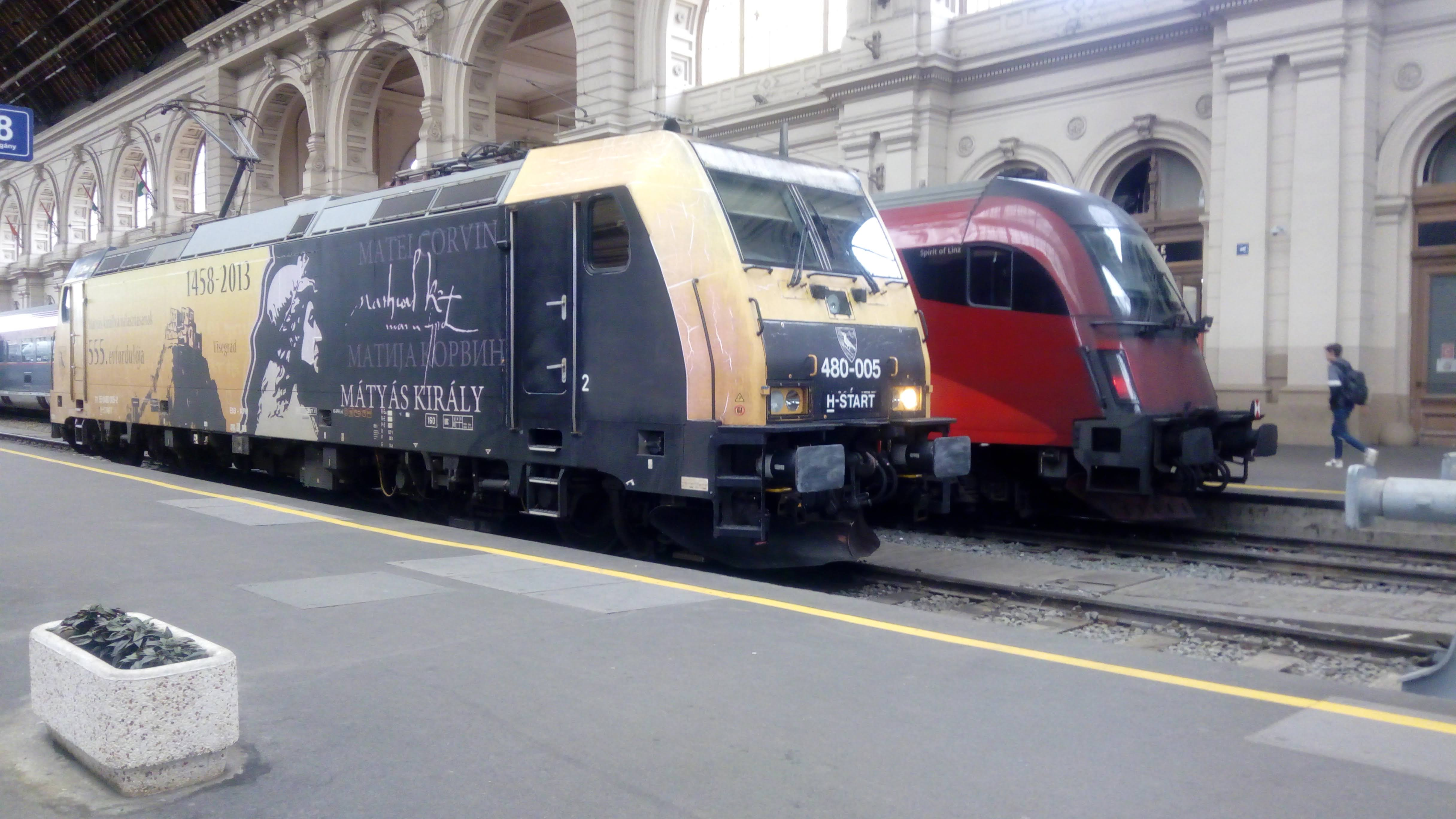
Mátyás-TRAXX

| Pályaszám | Üzemeltető | Időpont   | Megjegyzés                                      | Fotó                                                        |
| --------- | ---------- | --------- | ----------------------------------------------- | ----------------------------------------------------------- |
| 480 001   | MÁV-START  | 2011–     | Kandó Traxx                                     |                                                             |
| 480 002   | MÁV-START  | 2018–2019 | Családok éve alkalmából                         | [43]                                                        |
| 480 002   | MÁV-START  | 2019–2022 | Nemzetközi Eucharisztikus Kongresszus 2020      |                                                             |
| 480 002   | MÁV-START  | 2022–     | Tamási Áron 125 Emlékév                         | MÁV-START 480 002 TRAXX                                     |
| 480 003   | MÁV-START  | 2017–     | Szent István                                    |                                                             |
| 480 004   | MÁV-START  | 2014–2016 | Gábor Áron 200 éve született                    |                                                             |
| 480 004   | MÁV-START  | 2016–     | 170 éves a magyar vasút                         |                                                             |
| 480 005   | MÁV-START  | 2013–     | Mátyás király trónra lépésének 555. évfordulója |                                                             |
| 480 006   | MÁV-START  | 2016–     | Szent Márton-emlékév                            |                                                             |
| 480 007   | MÁV-START  | 2015–     | II. Rákóczi Ferenc halálának 168. évfordulója   |                                                             |
| 480 008   | MÁV-START  | 2021–     | Toldi                                           | MÁV-START 480 008 TRAXX                                     |
| 480 009   | MÁV-START  | 2018–2019 | Családok éve '18 alkalmából                     |                                                             |
| 480 009   | MÁV-START  | 2019–     | "Hol vagy Kajla?" reklám                        |                                                             |
| 480 010   | MÁV-START  | 2021–     | "Zöld úton járunk!" kampány                     |                                                             |
| 480 011   | MÁV-START  | 2021–     | Planet Budapest 2021                            |                                                             |
| 480 012   | MÁV-START  | 2016–     | "Ha nagy leszek, vasutas leszek!"               | Archiválva 2019. január 19-i dátummal a Wayback Machine-ben |
| 480 013   | MÁV-START  | 2016–     | Magyar Máltai Szeretetszolgálat                 |                                                             |
| 480 014   | MÁV-START  | 2021–     | Planet Budapest 2021                            |                                                             |
| 480 022   | MÁV-START  | 2013–     | Weöres Sándor századik születésnapja            |                                                             |

### MÁV 630 (V63) sorozat
| Pályaszám | Üzemeltető | Időpont   | Megjegyzés                                                                            | Fotó |
| --------- | ---------- | --------- | ------------------------------------------------------------------------------------- | ---- |
| 630 013   | MÁV-START  | 2020–     | Dombóvár várossá válásának 50 éves évfordulója.                                       |      |
| 630 027   | MÁV-START  | 2016-2018 | A mozdonyt a Rail Cargo Hungaria bérelte. A cég matricáját közel másfél évig viselte. |      |

### MÁV 415 sorozat
| Pályaszám | Üzemeltető | Időpont | Megjegyzés                  | Fotó |
| --------- | ---------- | ------- | --------------------------- | ---- |
| 415 061   | MÁV-START  | 2021–   | "Zöld úton járunk!" kampány |      |

### Keskeny nyomtávú járművek
A magyarországi kisvasutakon jelenleg 4 db Werbelok van, az egyik a Lillafüreden dolgozó Mk48 típusú mozdony, a másik a Pálházán dolgozó C50 típusú mozdony, a harmadik a Szobon dolgozó M06-401 típusú motorkocsi, a negyedik a Nagycenken dolgozó Dmot 950 sorozatú motorkocsi. 
| Pályaszám | Üzemeltető         | Időpont   | Megjegyzés                                | Fotó |
| --------- | ------------------ | --------- | ----------------------------------------- | ---- |
| C01-403   | Északerdő Zrt.     | 2016–     | Szarvasbőgés                              |      |
| D02-508   | Északerdő Zrt.     | 2014–     | Herman Ottó emlékmozdony                  |      |
| Dmot 953  | GYSEV Zrt.         | 2022–     | 50 éves a Nagycenki Széchenyi Múzeumvasút |      |
| GV 303    | MÁV-Start Zrt.     | 2018–2019 | LEGO mozdony                              |      |
| 844001    | Börzsöny 2020 Kft. | 2020–     | "Hol vagy Kajla?" reklám                  |      |

## Német werbelok-ok

### DB 101 sorozat
A DB 101 sorozatot az egész Németországra kiterjedő személyszállítási alkalmazása miatt mozgó reklámfelületnek is használják. A 101 001 mozdonyt forgalombahelyezését követően, 1998 májusában már reklámmal látták el a "Starlight Express" musical reklámozására, majd követte a Bayer AG, a CMA és a többi reklámozó. Maga a Deutsche Bahn is használja saját termékei reklámozására ezeket a mozdonyokat. 2006 közepéig mintegy 200 féle reklámot viseltek a mozdonyok.
| Pályaszám | Üzemeltető | Időpont | Megjegyzés | Fotó |
| --------- | ---------- | ------- | ---------- | ---- |
| 101 067   | DB         | ?       | ?          |      |
| 101 070   | DB         | ?       | ?          |      |
| 101 016   | DB         | ?       | ?          |      |
| 101 047-9 | DB         | ?       | ?          |      |
| 101 101-4 | DB         | ?       | ?          |      |

### DB 111 sorozat
A DB 111 sorozatot regionális forgalomban használják.
| Pályaszám | Üzemeltető | Időpont | Megjegyzés | Fotó |
| --------- | ---------- | ------- | ---------- | ---- |
| 111 039   | DB         | ?       | ?          |      |
| 111 017   | DB         | ?       | ?          |      |

## Svájci werbelok-ok

### SBB Re 460 sorozat
| Pályaszám | Üzemeltető  | Időpont | Megjegyzés | Fotó |
| --------- | ----------- | ------- | ---------- | ---- |
| 460 075-5 | SBB-CFF-FFS | ?       | ?          |      |
| 460 090-4 | SBB-CFF-FFS | ?       | ?          |      |
| 460       | SBB-CFF-FFS | ?       | ?          |      |
| 460       | SBB-CFF-FFS | ?       | ?          |      |

## Cseh werbelok-ok

### ČD 380 sorozat
| Pályaszám | Üzemeltető | Időpont  | Megjegyzés    | Fotó |
| --------- | ---------- | -------- | ------------- | ---- |
| 380 004-2 | ČD         | 9/2018–  | ?             |      |
| 380 011-7 | ČD         | 9/2018–  | ?             |      |
| 380 017-4 | ČD         | 11/2017– | Kometa Expres |      |